# Jörg Helmdach
Jörg Helmdach (* 28. November 1964 in Dortmund) ist ein ehemaliger deutscher Ringer.

## Werdegang
Jörg Helmdach begann beim KSV Witten 1971 mit dem Ringen. Dieser Verein war in jenen Jahren für seine gute Jugendarbeit bekannt. Es verwundert deshalb nicht, dass Jörg Helmdach unter der Anleitung der Trainer Fritz Schrader, Klaus Rost und Detlef Schmengler zuerst in die nationale und dann auch in die internationale Spitze der Freistilringer vorstieß. Bereits mit 16 bzw. 17 Jahren stand er 1980 und 1981 in der Mannschaft des KSV Witten, die in diesen Jahren die deutsche Mannschaftsmeisterschaft gewann. 1981 belegte er bei der deutschen Meisterschaft der A-Jugend (intern. Bezeichnung: „Juniors“) den 2. Platz im freien Stil in der Gewichtsklasse bis 52 kg Körpergewicht hinter Rolf Monschau aus Bonn-Duisdorf und 1982 gewann er diesen Titel in der Klasse bis 60 kg Körpergewicht.
Im Jahre 1982 feierte er auch seinen ersten großen Erfolg bei einer internationalen Meisterschaft. Er wurde bei der Junioren-Weltmeisterschaft (Juniors) in Colorado Springs im Federgewicht Vize-Weltmeister hinter dem US-Amerikaner Joe Ghezzi aber noch vor dem sowjetischen Starter Rustam Gadschiew. Bei der Junioren-Weltmeisterschaft (Espoirs = Altersgruppe bis zum 20. Lebensjahr) des Jahres 1983 in Los Angeles war er nicht ganz so erfolgreich, vermochte sich aber in einer stark besetzten Konkurrenz auf Platz 6. zu behaupten.
1986 gewann Jörg Helmdach seinen ersten Titel bei der deutschen Meisterschaft der Senioren im Federgewicht. Im Jahre 1987 stand er mit seinem Vereinskameraden und Trainingspartner Ralf Lyding erneut im Finale der deutschen Meisterschaft. Da sich beide Ringer sehr gut kannten, kamen keine Aktionen zustande, was zur Folge hatte, dass beide Ringer disqualifiziert und auf den 2. Platz gesetzt wurden. Der Titel eines deutschen Meisters im Federgewicht wurde in jenem Jahre nicht vergeben. Ralf Helmdach wurde dann auch bei der Europameisterschaft im bulgarischen Veliko Tarnovo eingesetzt. Er musste dort aber gehöriges Lehrgeld bezahlen und blieb nach zwei Niederlagen unplatziert.
1988 siegte Jörg Helmdach bei der deutschen Meisterschaft vor Ralf Lyding und wurde deshalb sowohl bei der Europameisterschaft in Manchester als auch bei den Olympischen Spielen in Seoul eingesetzt. Bei beiden Veranstaltungen konnte er dabei voll überzeugen und sich jeweils mit einem 5. Platz unter der komplett versammelten Welteleite behaupten. In Manchester siegte er im Kampf um den 5. Platz über den Türken Ali M. Katar und in Seoul gelang ihm ein 5:4-Punktsieg über den Weltklasseathleten Awirmediin Enchee aus der Mongolei.
1989 wurde Jörg Helmdach bei der Weltmeisterschaft in Martigny/Schweiz eingesetzt. Er verlor dort seine beiden Kämpfe gegen Agim Ejupi aus Jugoslawien (2:5 Punkte) und gegen Karsten Polky aus Luckenwalde (1:2 Punkte) und konnte sich damit nicht platzieren.
Danach startete er bei keinen weiteren internationalen Meisterschaften mehr. Jörg Helmdach studierte Sport und arbeitete danach als Trainer beim Deutschen Ringerbund (DRB). Seit 2006 ist er Cheftrainer der Freistilringer im DRB, wurde aber 2009 von Alexander Leipold abgelöst.

## Internationale Erfolge
(alle Wettkämpfe im freien Stil, OS = Olympische Spiele, WM = Weltmeisterschaft, EM = Europameisterschaft, Federgewicht, damals bis 62 kg Körpergewicht)
| 1982 | 2.    | Junioren-WM (Juniors) in Colorado Springs                           | bis 60 kg KG | hinter Joe Ghezzi, USA und vor Rustam Gadschiew, UdSSR, Paul Bellarin, Kanada und Roger Saell, Schweden                           |
| 1983 | 6.    | Junioren-WM (Espoirs) in Los Angeles                                | Feder        | hinter Chang Sa-Young, Südkorea, Maricel Popa, Rumänien, Boris Sava, UdSSR, Greg Randall, USA und Filip Mollow, Bulgarien         |
| 1986 | 6.    | Großer Preis der Bundesrepublik Deutschland in Freiburg im Breisgau | Feder        | hinter Marian Skubacz, Polen, Tolmatschow, UdSSR, Lutz Remus, DDR, Culak, CSSR und Günter Laier, BRD                              |
| 1987 | unpl. | EM in Veliko Tarnovo/Bulgarien                                      | Feder        | nach Niederlagen gegen Antonio La Bruna, Italien und Agim Ejupi, Jugoslawien                                                      |
| 1988 | 4.    | Großer Preis der CSSR in Prag                                       | Feder        | hinter Ali Daud, Afghanistan, Kazimagomed Aigumow, UdSSR und Mika Letho, Finnland                                                 |
| 1988 | 4.    | Turnier in Palermo                                                  | Feder        | hinter John Fisher, USA, Antonio La Bruna und Giovanni Schillaci, Italien                                                         |
| 1988 | 5.    | EM in Manchester                                                    | Feder        | hinter Stepan Sargsjan, UdSSR, Karsten Polky, DDR, Simeon Schterew, Bulgarien und Giovanni Schillaci und vor Ali M. Katar, Türkei |
| 1988 | 5.    | OS in Seoul                                                         | Feder        | hinter John Smith, USA, Stepan Sargsjan, Simeon Schterew und Akbar Fallah, Iran und vor Awirmediin Enchee, Mongolei               |
| 1989 | unpl. | WM in Martigny/Schweiz                                              | Feder        | nach Niederlagen gegen Agim Ejupi und Karsten Polky                                                                               |

## Deutsche Meisterschaften
| Jahr | Platz | Gewichtsklasse | Ergebnis                                                                         |
| 1986 | 1.    | Feder          | vor Markus Buck, AV Freiburg-St. Georgen und Jürgen Koch, Neckargartach          |
| 1987 | 2.    | Feder          | gemeinsam mit Ralf Lyding, KSV Witten und vor Paul Süß, KSC Graben-Neudorf       |
| 1988 | 1.    | Feder          | vor Ralf Lyding und Günter Laier, AV Reilingen                                   |
| 1989 | 2.    | Feder          | hinter Marian Skubacz, RWG Mömbris-Königshofen und vor Torsten Gut, ASV Urloffen |
| 1990 | 1.    | Feder          | vor Jürgen Scheibe, AC Goldbach und Jürgen Koch, ASV Germania Aalen              |
| 1991 | 3.    | Feder          | hinter Karsten Polky, 1. Luckenwalder SC und Ralf Lyding                         |
| 1992 | 3.    | Feder          | hinter Karsten Polky und Ralf Lyding                                             |
| 1993 | 2.    | Feder          | hinter Ralf Lyding und vor Christian Graupeter, KSV Witten                       |